# William Stokes
William Stokes, född 1 oktober 1804 i Dublin, död där 10 januari 1878, var en irländsk läkare.
Stokes blev 1825 medicine doktor i Edinburgh, 1826 sjukhusläkare och 1845 medicine professor i Dublin. Han var en av sin tids främsta brittiska läkare och var dessutom en framstående lärare. Allt, vad han skrev, byggde han på den direkta kliniska iakttagelsen och lämnade åt den teoretiska spekulationen endast en mycket underordnad plats. Han invaldes som utländsk ledamot av svenska Vetenskapsakademien 1858.